# Riudecols
Riudecols é um município da Espanha, na comarca do Baix Camp, província de Tarragona, comunidade autónoma da Catalunha. Tem 19,49 km² de área e em 2021 tinha 1 225 habitantes (densidade: 62,9 hab./km²). Limita com os municípios de Alforja, Botarell, Riudecanyes e Duesaigües.